# Karsten Sarnow
Karsten Sarnow († 1393 in Stralsund, enthauptet) war ein Gewandschneider und Bürgermeister in Stralsund, der sich auch im Kampf gegen Piraten auf der Ostsee einen Namen gemacht hatte.

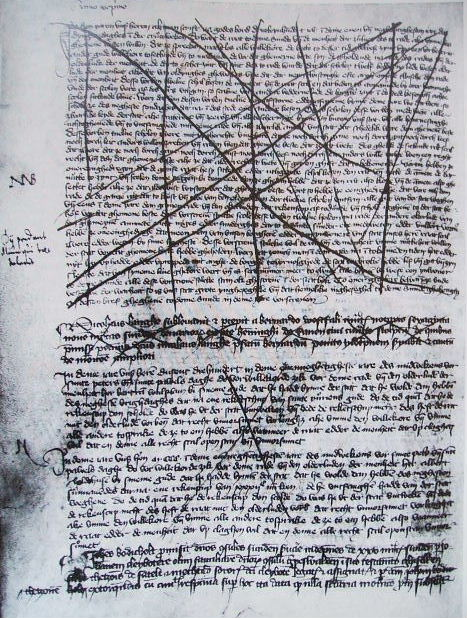
Durchgestrichener Eintrag der Stadtverfassung im “Liber memorialis”

Sarnow entstammte einer alteingesessenen Stralsunder Familie, die jedoch nicht dem Patriziat der Stadt angehörte und daher nicht im Rat der Stadt vertreten war. Er war seit 1380 Altermann der Gewandschneider, also Inhaber eines sehr einflussreichen Amtes. 1389 wurde er in den Rat der Stadt gewählt.
1391 übernahm er die Leitung einer Flotte der Hansestadt Stralsund, die gegen die in der Ostsee tätigen Piraten auslief und diese besiegte. Er ließ über 100 gefangene Seeräuber so in Fässer sperren, dass nur ihre Köpfe oben und die Beine unten herausragten, und trieb diese bei seiner Rückkehr nach Stralsund vom Hafen durch das Semlower Tor und die Semlower Straße zum Alten Markt, wo sie bald darauf hingerichtet wurden.
Dieser Sieg über die Piraten, gegen die der Sohn des alten Bürgermeisters Bertram Wulflam, Wulf Wulflam, noch 1386 erfolglos eine Flotte der Hanse geführt hatte, brachte Sarnow eine große Beliebtheit bei der Bevölkerung und bei seinen Ratskollegen. Diese wählten ihn 1391 zum Bürgermeister, was ihm das Patriziat allerdings neidete. Er wurde zum Führer einer Opposition gegen die Herrschaft der Patrizier und befürwortete eine stärkere Beteiligung der Ämter an der Macht.
Er erzwang 1391 eine Reform der Stralsunder Stadtverfassung, die am 2. Mai 1391 mit der Mehrheit des Rates angenommen wurde. Sie sah eine stärkere Beteiligung der Ämter vor.
Ein weiterer Aspekt der Verfassung war die Rechenschaftslegung über die städtischen Gelder. Dieser wollten die Bürgermeister Bertram Wulflam und Alfred Gyldenhausen nicht nachkommen; sie verließen unter Mitnahme von Familie und Vermögen heimlich im Juni 1391 die Stadt und setzten sich nach Lübeck ab, von wo sie ihre Rückkehr nach Stralsund und die Einsetzung in den vorherigen Stand betrieben. Diesem Ansinnen folgte die Hanse – auch in Anbetracht der in einigen Hansestädten durchgeführten Revolten gegen den Rat und damit die Macht der Patrizier – und drohten Stralsund die Verhansung, den Ausschluss aus der Hanse, an.
Auch die in Stralsund grassierende Not aufgrund der Bedrohungen des Handels durch Seeräuber und mehrerer Missernten hatte die Stimmung in der Stadt kippen lassen. Der Rat bot daher 1393 den Wulflams die ehrenhafte Rückkehr nach Stralsund an. Zwar war Bertram Wulflam im Winter 1393 zu Lübeck verstorben, jedoch setzte sein Sohn Wulf Wulflam durch, dass der Sarg Bertram Wulflams noch einmal auf seinen angestammten Ratsstuhl gesetzt wurde. Karsten Sarnow wurde des Vergehens gegen die Interessen der Stadt und des Rates beschuldigt, zum Tode verurteilt und auf dem Alten Markt durch Enthauptung gerichtet.
Sarnow war verheiratet und hatte fünf Kinder.
Im Jahr 1875 wurde eine vom Kniepertor stadtauswärts führende Straße zu Ehren des ehemaligen Bürgermeisters in Sarnowstraße benannt.